# 90447 Emans
90447 Emans è un asteroide della fascia principale. Scoperto nel 2004, presenta un'orbita caratterizzata da un semiasse maggiore pari a 2,3202457 UA e da un'eccentricità di 0,1111505, inclinata di 8,09119° rispetto all'eclittica.